# Rachel Bilsonová
Rachel Sarah Bilsonová (* 25. srpen 1981 Los Angeles, Kalifornie, USA) je americká herečka. Svůj televizní debut si odbyla v roce 2003 a v témže roce začal i seriál O.C., ve kterém ztvárnila jednu z hlavních rolí Summer Robertsové. Během let 2011–15 hrála hlavní roli dr. Zoe Hartové v seriálu Doktorka z Dixie.

## Životopis
Narodila se v Los Angeles sexuální terapeutce Janice a židovskému scenáristovi, producentovi a režisérovi Dannymu Bilsonovi. Její rodiče se rozvedli a otec se pak znovu oženil v roce 1997 a se svou druhou ženou má Racheliny nevlastní sestry Hattie a Rosemary. Během dospívání měla Rachel rebelské období až do dopravní nehody, po které byla několik dní v bezvědomí. Podle jejích slov ji tato nehoda změnila a zastavila ji před dalšími průšvihy.

## Kariéra

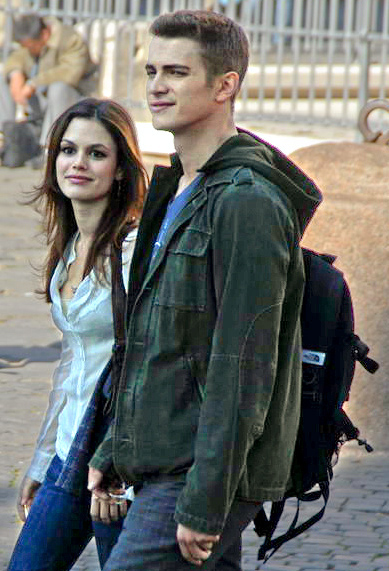
Rachel Bilsonová se svým bývalým partnerem, Haydenem Christensenem při natáčení snímku Jumper

Hrát začala v reklamách. Objevila se mimo jiné v několika epizodách seriálu Buffy, přemožitelka upírů, dokonce si zahrála i v jedné epizodě jednoho z nejlepších sitcomů všech dob - Jak jsem poznal vaši matku. Krátce po roli v Buffy, přemožitelka upírů se stala hvězdou seriálu O.C.. Její postava Summer Robertsové se měla objevit jen v několika epizodách, ale protože si ji oblíbili diváci, tak ji tvůrci v seriálu nechali. Získala několik cen v kategoriích nejvíce sexy herečka, nejlepší televizní herečka (drama) a nejlepší chemie na obrazovce (vyhrála společně s Adamem Brodym).
Její první filmová role byla v romantické komedii Poslední polibek (2006). Později téhož roku Bilsonová dostala roli v thrilleru Jumper (2008), kde si zahrála po boku Haydena Christensena a Samuela L. Jacksona. V roce 2009 se objevila v romantickém dramatu New Yorku, miluji Tě! vedle hvězd Natalie Portmanové, Haydena Christensena, Orlanda Blooma, Andyho Garcii a Ethana Hawkea a Waiting for Forever.
V roce 2011 získala hlavní roli v seriálu Doktorka z Dixie. Seriál byl zrušen v roce 2015 po čtyřech sériích. V roce 2017 si zahrála vedlejší roli v seriálu Nashville. V listopadu 2017 bylo oznámeno, že si zahraje v připravovaném dramatickém seriálu stanice ABC Take Two. V seriálu hrála roli Elly, bývalé herečky, která hrála roli detektiva v televizním seriálu a natočila tak více než 200 dílů. Elle se dá dohromady se soukromým vyšetřovatelem Eddiem (hraje Eddie Cibrian) a společně začnou řešit různé případy. Seriál byl odvysílání první řady v listopadu 2018 zrušen.

## Osobní život
Bilsonová začala během natáčení seriálu O.C. chodit s představitelem Setha Cohena, Adamem Brodym. V roce 2006 se rozešli. V březnu 2007 začala randit s kanadským hercem Haydenem Christensenem, se kterým se seznámila při natáčení filmu Jumper. Pár se zasnoubil v prosinci 2008, ale v srpnu 2010 své zasnoubení zrušil.O tři měsíce později se k sobě vrátili a dne 29. října 2014 se jim narodila dcera Briar Rose Christensen. Bilson a Christensen se rozešli v září roku 2017.

## Filmografie

### Film
| Rok  | Název                                      | Role       | Poznámky    |
| ---- | ------------------------------------------ | ---------- | ----------- |
| 2003 | Unbroken                                   | Rachel     |             |
| 2006 | Poslední polibek                           | Kim        |             |
| 2008 | Jumper                                     | Millie     |             |
| 2009 | New Yorku, miluji Tě!                      | Molly      |             |
| 2010 | Waiting for Forever                        | Emma Twist |             |
| 2011 | S tím nic nenaděláš                        | Laura      |             |
| 2013 | The To Do List                             | Amber      |             |
| 2014 | American Heist – Americká loupež           | Svědek     | cameo       |
| 2018 | Magnetic Plasma for mass(es) Enlightenment | Láska      | krátký film |

### Televize
| Rok       | Název                      | Role              | Poznámky                         |
| --------- | -------------------------- | ----------------- | -------------------------------- |
| 1992      | Human Target               | Hráčka s míčem    | díl: „Unaired Pilot“             |
| 1998      | It's True!                 | Jenna             | díl: „The Rats of Rumfordton“    |
| 2003      | 8 jednoduchých pravidel    | Jenny             | díl: „Career Choices“            |
| 2003      | Buffy, přemožitelka upírů  | Colleen           | díl: „Nečisté ženy“              |
| 2003–2007 | O.C.                       | Summer Robertsová | hlavní role, 92 dílů             |
| 2004      | MADtv                      | Summer Robertsová | 1 díl                            |
| 2004      | Zlatá sedmdesátá           | Christy           | díl: „5:15“                      |
| 2007      | Chuck                      | Lou               | 2 díly                           |
| 2010–2014 | Jak jsem poznal vaši matku | Cindy             | 4 díly                           |
| 2011–2015 | Doktorka z Dixie           | Dr. Zoe Hartová   | hlavní role, 76 dílů             |
| 2012      | Super drbna                | sebe              | díl: „New York, I Love You XOXO“ |
| 2016–2019 | Drunk History              | Constance Kopp    | 2 díly                           |
| 2017      | Nashville                  | Alyssa Greene     | vedlejší role (5. řada), 5 dílů  |
| 2018      | Take Two                   | Sam Swift         | hlavní role, 13 dílů             |
| 2019      | Drunk History              | Helen Callaghan   | díl: „Baseball“                  |
| 2019      | Lovestruck                 | Daisy Valentine   | pilotní díl                      |